# Wyręba, Warmińsko-Mazurskie
Wyręba [vɨˈrɛmba] (tiếng Đức: Kraphausen)  là một ngôi làng thuộc khu hành chính của Gmina Bartoszyce, thuộc huyện Bartoszycki, Warmińsko-Mazurskie, ở phía bắc Ba Lan, gần biên giới với tỉnh Kaliningrad của Nga.
Trước năm 1945, khu vực này là một phần của Đức (Đông Phổ).